# Tim Becker (Bauchredner)

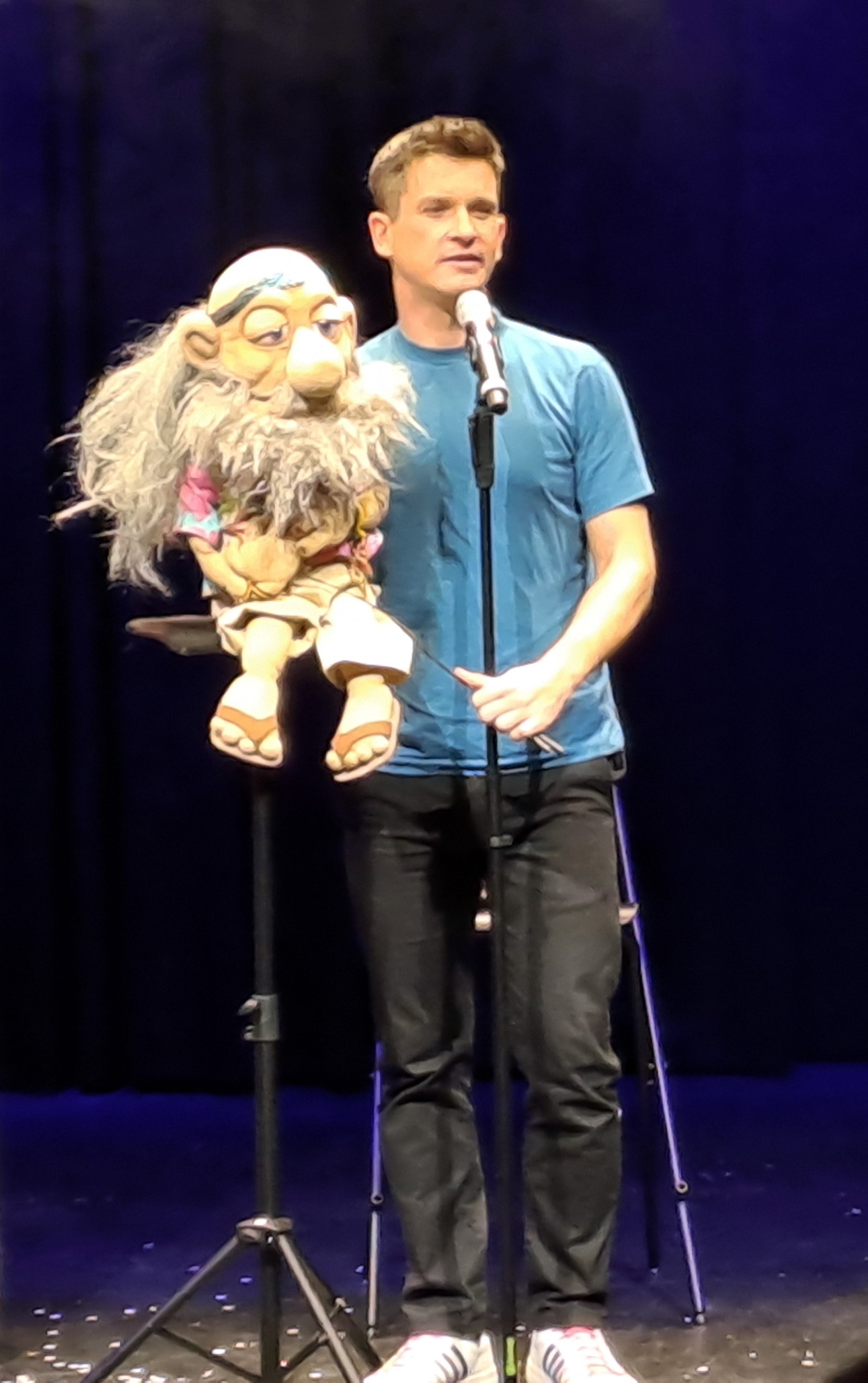
Tim Becker 2024

Tim Becker (* 8. Januar 1981 in Göttingen) ist ein deutscher Bauchredner und Comedian.

## Leben und Wirken
Becker wuchs in Osterode am Harz auf, wo er auch erste Auftritte als Hobby-Magier hatte. Er begann als Zauberkünstler und trat anfangs in der Region Lübeck auf. Im Jahr 2007 wurde er hauptberuflich Künstler. Im Jahr 2004 entschied sich Becker, hauptsächlich als Bauchredner und Komiker aufzutreten. Es folgten zahlreiche TV-Auftritte.
Im Karneval hat der Bauchredner pro Session ca. 120 Auftritte und ist auch Gast in Karnevalssendungen. Außerdem tourt er mit seinen Shows durch Österreich, Deutschland und die Schweiz.
Tim Becker hat einen eigenen YouTube-Kanal, auf dem er unregelmäßig Videos veröffentlicht. Teilweise sind dies Clips, in denen seine Puppen in verschiedenen Situationen dargestellt werden, aber auch Ausschnitte aus seinen Live-Shows sind zu sehen.

## Soloprogramme
- Bauchgespräche – Typen. Tiere, Illusionen[5]
- Tanz der Puppen
- Puppenvirus (diese Show wurde während der Corona-Pandemie umbenannt)
- Bauch im Hirn (vormals: Puppenvirus)
- Die Puppen die ich rief

## TV-Auftritte
- Hessen lacht zur Fassenacht, 2021 (hr-fernsehen)[6]
- Comedy Festival, 2019 (hr-fernsehen)[7]
- NightWash (Einsfestival)
- Hallo Hessen (hr-fernsehen)
- Comedy Contest (NDR Fernsehen)[8]
- Die Puppenstars (RTL)[9]

## Auszeichnungen u.a.
- Sonderpreis (Prix Juventa Magica)